# Wybory parlamentarne w Austrii w 1953 roku
Wybory parlamentarne w Austrii odbyły się 22 lutego 1953. Frekwencja wyborcza wyniosła 95.8%.
Najwięcej głosów dostała  Socjalistyczna Partia Austrii, jednak to Austriacka Partia Ludowa uzyskała najwięcej miejsc w Radzie Narodowej. "Wielka koalicja" pomiędzy ÖVP oraz SPÖ była kontynuowana. Na stanowisku kanclerza Leopold Figl został zastąpiony przez nowego lidera ÖVP Juliusa Raaba.

## Wyniki wyborów
|  | Lista                               | Liczba głosów | %    | +/- | Mandaty | +/- |
|  | ----------------------------------- | ------------- | ---- | --- | ------- | --- |
|  | Socjalistyczna Partia Austrii (SPÖ) | 1 818 517     | 42,1 | 3,4 | 73      | 6   |
|  | Austriacka Partia Ludowa (ÖVP)      | 1 781 777     | 41,3 | 2,7 | 74      | 3   |
|  | Związek Niezależnych (WdU)          | 472 866       | 10,9 | 0,8 | 14      | 2   |
|  | Komunistyczna Partia Austrii (KPÖ)  | 228 159       | 5,3  | 0,2 | 4       | 1   |
|  | inni                                | 17 369        | 0,4  |     | 0       |     |
|  | Razem                               | 4 318 688     | 100  |     | 165     |     |

### Wyniki wyborów w Krajach związkowych
| Kraje związkowe wyniki w % | ÖVP  | SPÖ  | WdU  | KPÖ | Inni | Frekwencja |
| -------------------------- | ---- | ---- | ---- | --- | ---- | ---------- |
| Burgenland                 | 48,3 | 44,7 | 3,7  | 3,2 | 0,1  | 96,5       |
| Karyntia                   | 28,8 | 48,1 | 16,6 | 4,1 | 2,3  | 91,2       |
| Dolna Austria              | 48,5 | 39,9 | 5,3  | 6,2 | 0,1  | 96,8       |
| Górna Austria              | 46,2 | 38,4 | 12,2 | 3,0 | 0,2  | 94,1       |
| Salzburg                   | 42,5 | 35,4 | 19,0 | 2,8 | 0,3  | 94,9       |
| Styria                     | 40,7 | 41,1 | 13,6 | 4,4 | 0,2  | 96,3       |
| Tyrol                      | 55,1 | 29,2 | 13,1 | 2,4 | 0,2  | 96,2       |
| Vorarlberg                 | 55,5 | 22,7 | 18,8 | 2,9 | 0,1  | 96,1       |
| Wiedeń                     | 30,8 | 50,1 | 10,6 | 8,0 | 0,5  | 96,7       |